# Roger Bannister
Roger Gilbert Bannister (Harrow, Londres, 23 de marzo de 1929-Oxford, 3 de marzo de 2018) fue un atleta mediofondista y neurólogo británico. Fue el primer hombre en la historia capaz de recorrer una milla (1609 metros) en menos de 4 minutos. Tras su carrera deportiva comenzó a trabajar como neurólogo, llegando a ser el master (rector) del Pembroke College de Oxford antes de retirarse en 2001.

## Biografía
Bannister nació el 23 de marzo de 1929 en Harrow, a las afueras de Londres. Sus padres, Ralph y Alice, procedían de dos familias trabajadoras de Lancashire. Ralph se trasladó a Londres a la edad de 15 años para trabajar en el Civil Service y conoció a Alice en un visita a sus padres. Se casaron en 1925 y tuvieron una hija, Joyce antes de que naciera Roger. La familia se mudó a Bath poco antes de que estallara la Segunda Guerra Mundial cuando Ralph fue destinado allí, y Roger continuó su educación en la City of Bath Boys' School. Allí fue donde se descubrió su talento para el atletismo, en concreto para la carrera a campo a través de la que se proclamó campeón junior tres veces consecutivas. Durante un bombardeo en Bath, la casa familiar fue severamente dañada, aunque los Bannister salieron ilesos gracias a haber podido refugiarse en el sótano de la casa. 
En 1944, la familia regresó a Londres y Roger asistió al University College School. Bannister fue aceptado en el St. John' College de Cambridge, pero su tutor, Robert Howland, un ex lanzador de peso olímpico, le sugirió esperar un año, tras el cual se presentó para una beca en el Exeter College de Oxford, donde fue aceptado en la carrera de Medicina. Compaginó el atletismo con sus estudios de medicina en la Universidad de Oxford.
En 1950 logró una medalla de bronce en los 800 metros de los Campeonatos de Europa disputados en Bruselas. 

### Juegos Olímpicos de 1952
Bannister evitó competir después de la temporada de 1951 hasta finales de la primavera de 1952, reservando su energía para Helsinki y los Juegos Olímpicos. Corrió 880 yardas (800 m) el 28 de mayo de 1952 en 1:53.00, seguido de una contrarreloj de 4:10.6 millas el 7 de junio, proclamándose satisfecho con los resultados. En los campeonatos de la Amateur Athletic Association AAA, decidió no participar en la milla y ganó los 800 en 1:51.5. Después, 10 días antes de la final olímpica, corrió una contrarreloj de 3⁄4 millas en 2:52.9, lo que le dio la confianza de que estaba preparado para los Juegos Olímpicos, ya que consideraba que el tiempo era el equivalente a una milla de cuatro minutos.
Sin embargo, su confianza se disipó pronto, cuando se anunció que habría semifinales para los 1.500 m (equivalentes a 0,932 millas) en los Juegos Olímpicos, que, en su opinión, favorecían a corredores que tenían regímenes de entrenamiento mucho más profundos que el suyo. Cuando corrió su semifinal, Bannister terminó quinto y se clasificó así para la final, pero se sintió "reventado e infeliz".
La final de los 1.500 m del 26 de julio de 1952 resultó ser una de las más dramáticas de la historia olímpica. La carrera no se decidió hasta los últimos metros, en los que Josy Barthel, de Luxemburgo, se impuso con un récord olímpico de 3:45.28 (3:45.1 según el cronometraje oficial), mientras que los siete siguientes corredores quedaron por debajo del antiguo récord. Bannister terminó cuarto, fuera de las medallas, pero estableció un récord británico de 3:46.30 (3:46.0).

## Cambio de objetivos
Su hazaña más importante y por la que es más conocido la realizó el 6 de mayo de 1954 en el transcurso de un encuentro atlético que tuvo lugar en las pistas de Iffley Road en Oxford ante 3000 espectadores. Bannister logró la victoria en la milla con un tiempo de 3:59,4 siendo el primer hombre en la historia en bajar de los 4 minutos.
La carrera fue todo un acontecimiento en Inglaterra y fue retransmitida por la cadena de radio de la BBC, y el comentarista era el antiguo campeón olímpico de los 100 metros Harold Abrahams.
La hazaña de Bannister pasó a ser conocida como la "milla milagro", ya que algunos dudaban de que fuera posible cubrir esa distancia en menos de 4 minutos. Sin embargo esto formaba parte del mito que rodeaba a esta prueba, propagado por los periodistas y comentaristas deportivos, y se debía más a ser un "número redondo" que a un análisis técnico detallado. De hecho la nueva marca solo mejoraba en 2 segundos el récord mundial anterior que estaba en poder del sueco Gunder Hägg desde hacía nueve años.
Solo 46 días después, el 21 de junio, el récord de Bannister fue batido en Turku, Finlandia, por el australiano John Landy, que corrió la distancia en 3:58,0.
A raíz de esto se generó una gran expectación por ver un enfrentamiento directo entre estos dos atletas en una misma carrera. Esta tuvo lugar el 7 de agosto de ese mismo año en los Juegos de la Commonwealth celebrados en Vancouver. Era la primera vez que Bannister y Landy competían juntos. Landy dominó durante la mayor parte de la prueba llegando incluso a cobrar una pequeña ventaja en la tercera vuelta. Pero el final de Bannister era más poderoso y acabó ganando con un tiempo de 3:58,8 por los 3:59,6 de Landy, que fue segundo.

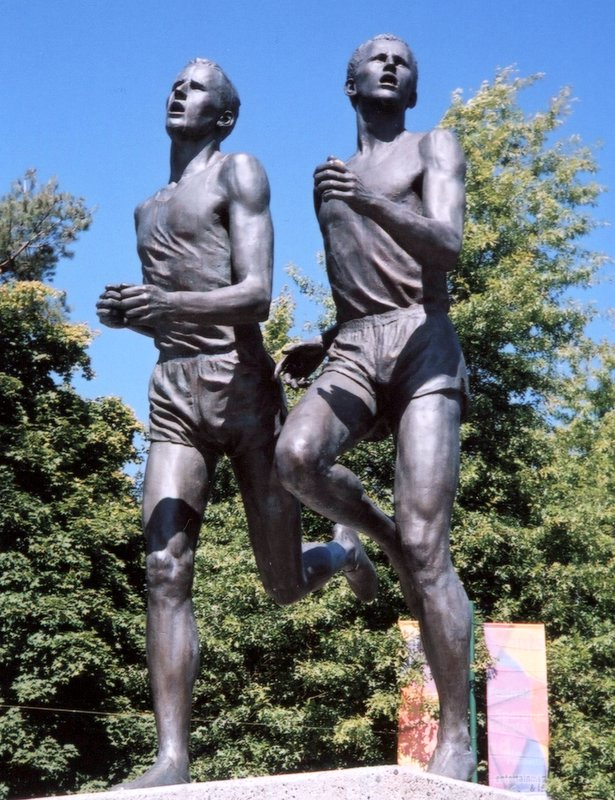
Estatua en Vancouver que inmortaliza el momento en "La milla milagrosa" en que Roger Bannister adelantó a John Landy, con Landy mirando hacia atrás para medir su ventaja.

Esta carrera fue un gran acontecimiento seguido ampliamente por los medios de comunicación en todo el mundo, y los británicos lo celebraron como un gran éxito nacional. En 1967 el escultor canadiense Jack Harman realizaría una escultura en bronce en la que aparecen los dos atletas corriendo, y que adornó por muchos años la entrada del estadio de Vancouver. Cuando el estadio fue demolido, la estatua se trasladó a otro lugar.
Pocas semanas después de su victoria sobre Landy, Bannister ganó la medalla de oro de los 1500 metros en los Campeonatos de Europa disputados en Berna con 3:43,8.
Después de ese año Bannister se retiró del atletismo para concentrarse en su profesión, y llegaría a ser un distinguido neurólogo.

## Métodos de entrenamiento
Su entrenamiento era una mezcla individualizada y muy moderna de entrenamiento por intervalos, influenciado por el entrenador Franz Stampfl, con elementos de periodización en bloque, carreras de caída y elementos anaeróbicos de entrenamiento que más tarde perfeccionaría Arthur Lydiard.

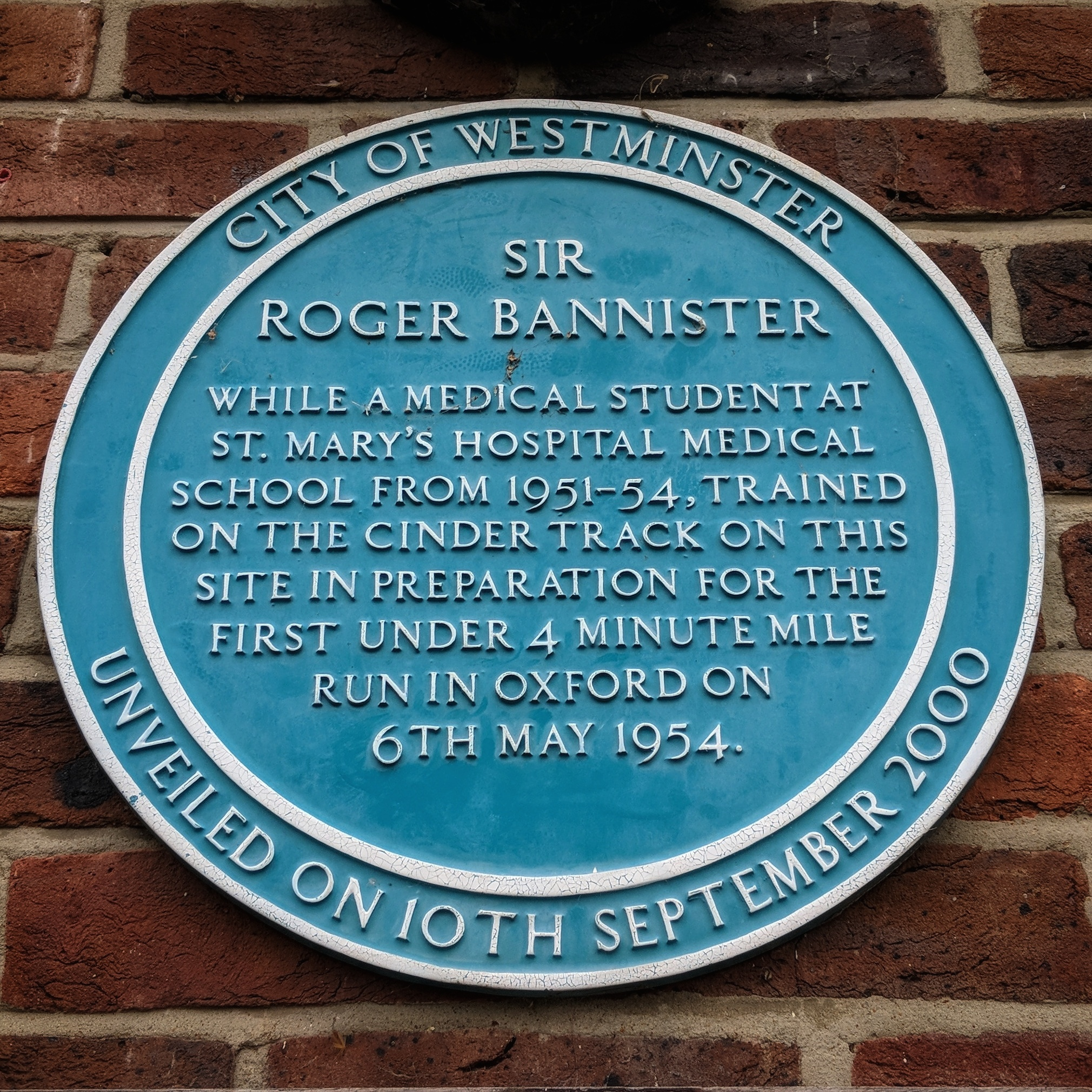
Placa azul en el pabellón del Paddington Recreation Ground.

De 1951 a 1954, Bannister se entrenó en la pista del Paddington Recreation Ground, en Maida Vale, mientras estudiaba medicina en el cercano St Mary's Hospital. En el pabellón hay dos placas de Bannister, ambas descubiertas por él mismo el 10 de septiembre de 2000: una placa azul circular y una placa histórica rectangular con información adicional. Según esta última, Bannister sólo podía entrenar una hora al día debido a sus estudios de medicina.

## Vida profesional como médico
Tras retirarse del atletismo en 1954, Bannister pasó los siguientes cuarenta años ejerciendo la medicina en el campo de la neurología. En marzo de 1957 ingresó en el Real Cuerpo Médico del Ejército en Crookham, donde comenzó sus dos años de Servicio Nacional, con el grado de teniente.
Su principal contribución a la medicina académica se produjo en el campo de la insuficiencia autonómica, un área de la neurología centrada en las enfermedades caracterizadas por la pérdida de ciertas respuestas automáticas del sistema nervioso (por ejemplo, el aumento de la frecuencia cardiaca al ponerse de pie). Publicó más de ochenta artículos, la mayoría sobre el sistema nervioso autónomo, la fisiología cardiovascular y la atrofia multisistémica. Fue el editor de "Autonomic Failure: A Textbook of Clinical Disorders of the Autonomic Nervous System" con C.J. Mathias, un colega de St Mary's, así como cinco ediciones de Brain and Bannister's Clinical Neurology
Bannister siempre dijo que estaba más orgulloso de su contribución a la medicina que de su carrera como corredor. En 2014, Bannister dijo en una entrevista: "Prefiero que se me recuerde por mi trabajo en neurología que por mi carrera como corredor. Si me ofrecieran la oportunidad de hacer un gran avance en el estudio del sistema nervioso autónomo, preferiría eso a correr cuatro minutos. He trabajado en medicina durante sesenta años. Corrí durante unos ocho años"

## Honores y reconocimientos
Recibió muchos honores tanto en su país como fuera de él. Fue el primero en ser elegido como "deportista del año" por la revista estadounidense Sports Illustrated. 
Bannister se convirtió en el primer Presidente del Consejo de Deportes británico (en la actualidad llamado Sport England) y fue nombrado caballero (knight) por este servicio en 1975. Bajo su patrocinio, la financiación de centros deportivos y otras instalaciones deportivas por parte de los gobiernos central y local aumentó rápidamente, y también inició las primeras pruebas para detectar el uso de esteroides anabolizantes en el deporte.
La historia de Bannister ha sido objeto de dos adaptaciones televisivas. La primera es una miniserie de 1988 titulada The Four Minute Mile, protagonizada por Michael York. La segunda es un telefilm de 2005 titulado Four Minutes, con Jamie Maclachlan en el papel de Bannister.

## Selección de publicaciones

### Autobiografía
- The Four Minute Mile. Dodd, Mead. 1955. (requiere registro).
- First Four Minutes. Putnam. 1955.
- Twin Tracks: The Autobiography. London: The Robson Press. 2014. ISBN 978-1-84954-686-7. (requiere registro).

### Publicaciones académicas
- Bannister, R.; Mathias, C. J., eds. (1999). Autonomic failure : a textbook of clinical disorders of the autonomic nervous system (4th edición). Oxford: Oxford University Press. ISBN 0192628518. OCLC 39982611.
- Bannister, Roger; Brain, Walter Russell, eds. (1992). Brain and Bannister's clinical neurology. (7th edición). Oxford: Oxford University Press. ISBN 9780192619136. OCLC 24318711. (requiere registro).

## Vida personal

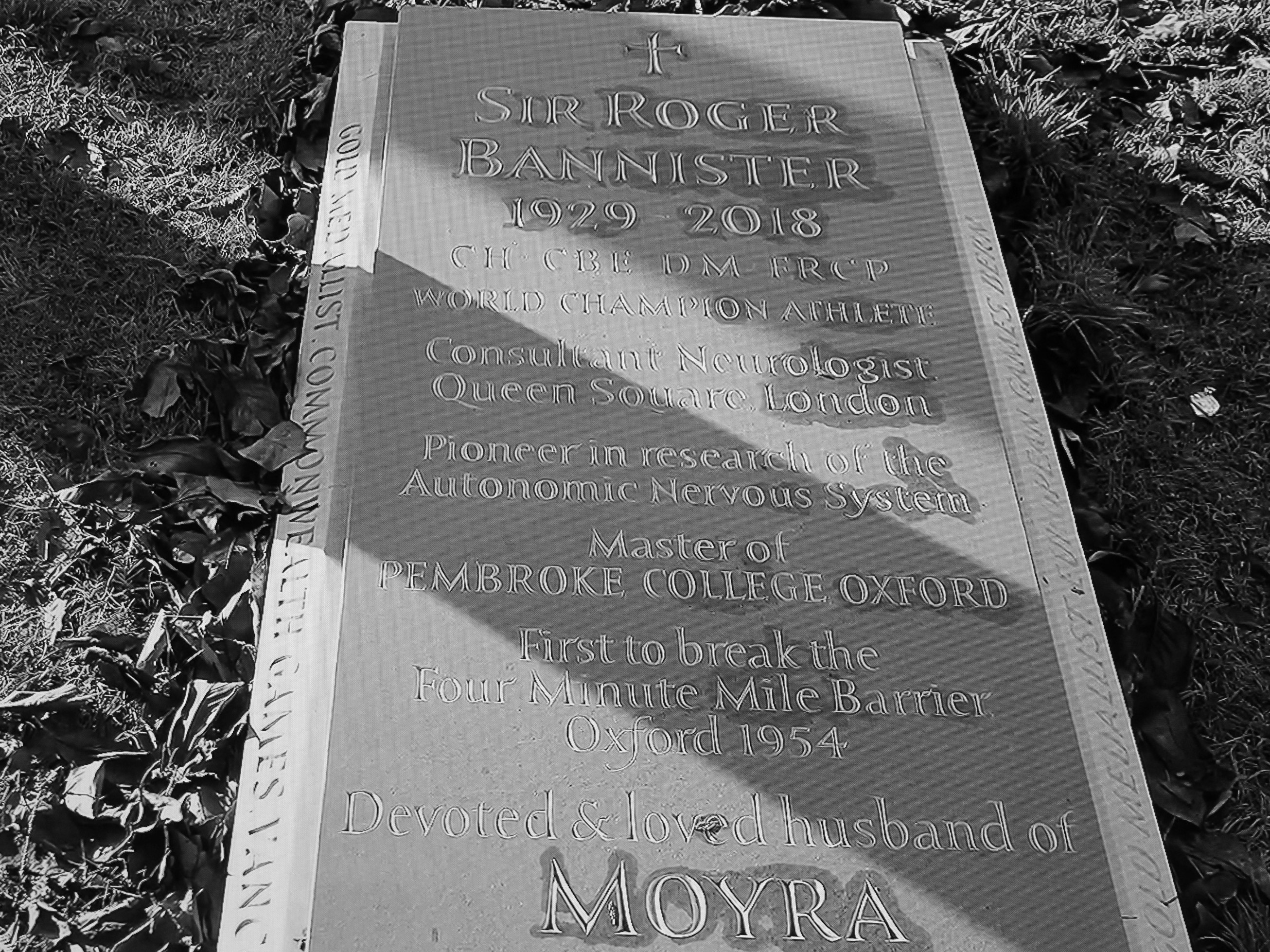
Tumba de Roger Bannister, cementerio de Wolvercote.

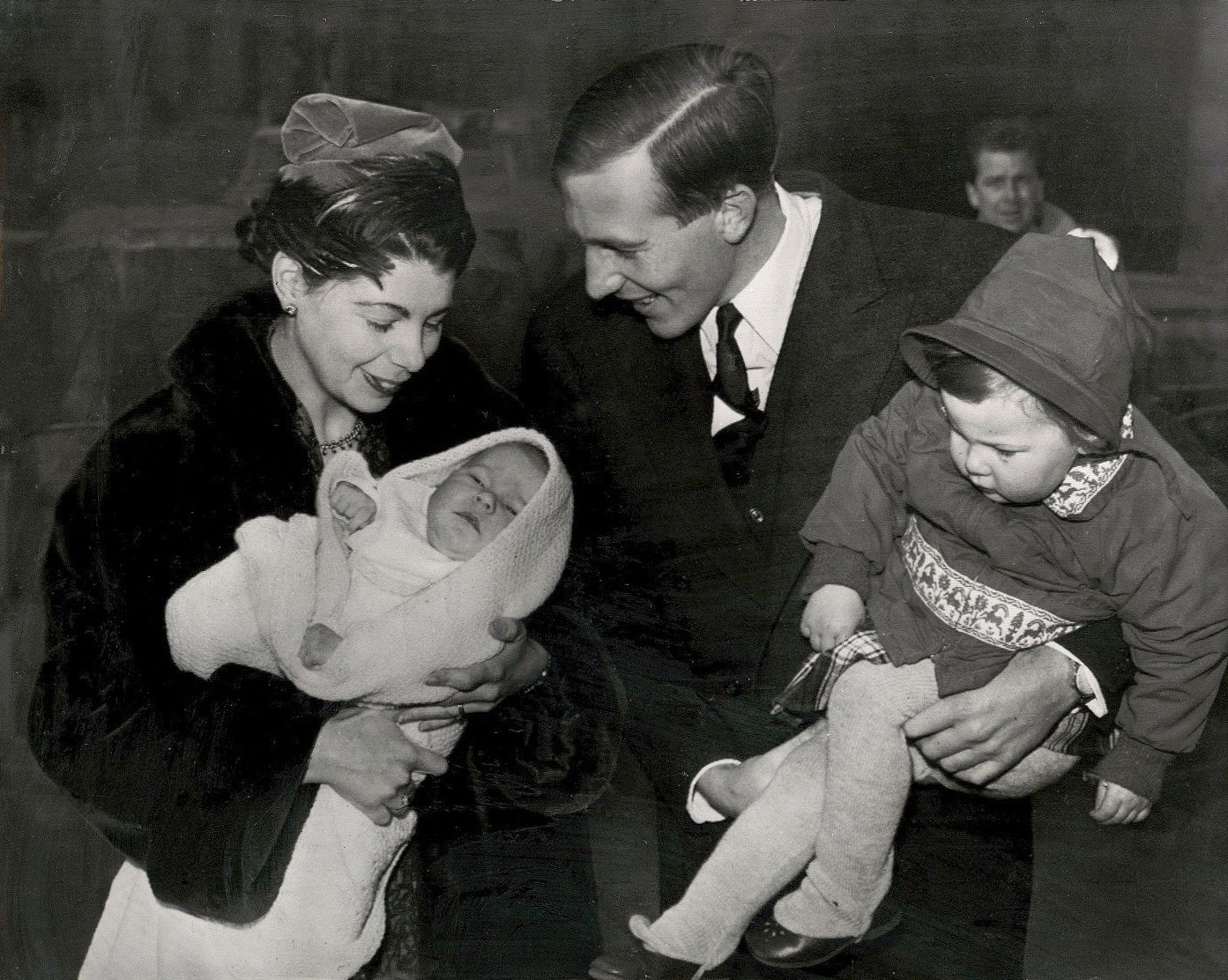
Bannister con su esposa Moyra, su hijo Clive y su hija Carol en 1959.

En 1955, Bannister se casó en Basilea (Suiza) con la artista sueca Moyra Elver Jacobsson, hija del economista sueco Per Jacobsson, que fue director gerente del Fondo Monetario Internacional.
Tuvieron cuatro hijos: Carol E. E. Bannister (nacida en 1957); Clive C. R. Bannister (nacido en 1959), ejecutivo del sector de los seguros; Thurstan R. R. Bannister (nacido en julio de 1960), director de una empresa en Nueva York; y Charlotte B. M. Bannister (nacida en 1963), actualmente Charlotte Bannister-Parker, sacerdote asociada de la Iglesia Universitaria de Santa María la Virgen de Oxford.
En 2011, a Bannister se le diagnosticó la enfermedad de Parkinson. Murió el 3 de marzo de 2018 a la edad de 88 años en Oxford, 20 días antes de su 89 cumpleaños. Está enterrado en el cementerio de Wolvercote, cerca de Oxford. Su viuda, Lady Moyra Bannister, falleció en Oxford el 4 de noviembre de 2022, a la edad de 94 años.